# شرکت تضامنی با مسئولیت محدود
شرکت تضامنی با مسئولیت محدود (به انگلیسی: Limited liability partnership LLP) یک شرکت تضامنی است که بیشتر شرکا یا تمام آنها (با توجه به صلاحیت) در برابر بدهی‌های شرکت مسئولیت دارند. در این شرکت‌ها هر شریک برای رفتار و سهل‌انگاری دیگر شرکا مسئول نیست.